# Valbandon
Valbandon spada u općinu Fažana. Naselje ima ima 1.626 stanovnika prema popisu iz 2011. godine.

## Stanovništvo
| broj stanovnika | 1626  | 1675  |
|                 | 2011. | 2021. |

## Povijest
Znatno je starija 
(arheološki nalazi ukazuju na prapovijesnu aktivnost na tom području), naziv Valbandon novijeg je datuma i svoje izvorište skriva u srednjovjekovnom, 
talijanskom izrazu vala abandonata što znači napuštena ili obrasla uvala.
Naime, nakon velike epidemije kuge, ponovno naseljavanje počelo je sredinom 19. stoljeća te se u Nacionalnom katastru za Istru iz 1910. spominje da je u samom mjestu živjelo 23 obitelji s ukupno 102 stanovnika te u obližnjoj Stanciji Barbo 9 obitelji s 37 članova.
U Domovinskom ratu, u Valbandonu je 27. srpnja 1991. godine osnovana i isti dan postrojena Specijalna jedinica PU Istarska "Bak".

## Gospodarstvo

### Od tvornice za preradu ribe do prvog hotela u Valbandonu
Početkom 20. stoljeća na priobalnoj zoni Valbandona postojala je tvornica za preradu ribe i proizvodnju leda. Čini se da tamošnja tvornica nije donosila očekivani profit te se počelo razmišljati o preorijentaciji na turizam, koji se već tada počeo razvijati u pojedinim destinacijama «austrijske rivijere», posebice na Brijunima, u Opatiji i Lovranu, Malom i Velom Lošinju te Portorožu. 
Berlinski poduzetnici Gustav Klink, Emil Lauer i Jacob Cumar, inače vlasnici prethodno spomenute tvornice, ubrzo su od austrijskog Ministarstva unutarnjih poslova te uz suglasnost Ministarstva trgovine i javnih radova dobili traženu dozvolu za prenamjenu postojećih tvorničkih objekata u turističke. 
Tako je 1911. nastalo akcionarsko društvo «Valbandon Erholungsheim und Seebad Aktiengeselschaft» (Valbandon – odmarališni dom i morsko kupalište, akcionarsko društvo). Sjedište društva nalazilo se u Trstu. 
Akcionarsko društvo raspolagalo je kapitalom od 45000 kruna podijeljenih u 2250 akcija po 200 kruna. Odobren je i Statut društva. Uplate za akcije obavljale su se na šalterima Štajerske banke. Predsjednik tog društva bio je (bivši) ministar željeznice Emil Freiherr von Guttenberg iz Graza. 
Valbandon se kao morsko kupalište 1911. godine navodi u adresaru austrijskog ilustriranog mjesečnika «Adria». Isti izvor u jednom od svojih brojeva 1912. godine donosi promotivne podatke da Valbandon ima uređeno morsko kupalište sa 45 kabina, hotel «Valbandon» otvoren je 1. lipnja 1911. i četiri depadanse među kojima se izdvajala «Villa Maria». Ukupni smještajni kapaciteti hotela i vila bili su iskazani sa 60 soba.

### Bi Village
Turističko naselje Bi Village, smješteno na samom jugu Istre, otvoreno u lipnju 2000. godine, nudi turistima apartmane i mobilne kućice, dvokrevetne sobe na obali mora s hotelskim uslugama, te jedan multi opremljen kamp s vrhunski opremljenim sanitarnim čvorovima koji zadovoljavaju europske standarde.
Smješten nasuprot Nacionalnog parka «Brijuni», turističko naselje Bi Village okruženo je borovom šumom i sredozemnim raslinjem, nedaleko ribarskog mjesta Fažane i sedam kilometra udaljen od Pule, najvećeg istarskog grada, značajnog turističkog, povijesnog i kulturnog središta regije.

## Obrazovanje
- Policijski tečaj Valbandon

## Šport
- NK Valbandon '72, nogometni klub